# أندرسون إيست
أندرسون إيست (بالإنجليزية: Anderson East)‏ هو مغني وكاتب أغاني أمريكي، ولد في 17 يوليو 1988.

## وصلات خارجية
- الموقع الرسمي
- أندرسون إيست على موقع ميوزك برينز (الإنجليزية)
- أندرسون إيست على موقع أول ميوزيك (الإنجليزية)
- أندرسون إيست على موقع ديسكوغز (الإنجليزية)